# Regina Lund
Regina Charlotta Theodora Lund, née le 17 juillet 1967 à Vaasa, en Finlande, est une actrice et chanteuse suédoise. 
Elle est la fille de l'actrice Sonja Lund (sv).

## Biographie

### Jeunesse
Née du réalisateur Christian Lund (1943-2007) et de l'actrice Sonja Lund (née en 1942) à Vaasa, en Finlande, elle grandit à Gävle avec ses grands-parents. 

### Carrière
Elle commence sa carrière d'actrice dans un rôle muet dans le téléfilm Den nya människan en 1979, réalisé par son père. Elle perce comme Laila Klang, femme au foyer à Tierp dans l'émission de radio Klang & Co en 1993 et comme la secrétaire Mona dans la série télévisée Rederiet, rôle qu'elle a tenu entre 1994-1995 et 2001. En 1995, elle reçoit le prix Guldmasken (en anglais : The Golden Mask) du meilleur rôle féminin dans une comédie musicale pour son rôle dans I hetaste laget. 
Au cinéma, elle apparaît dans le film Harry & Sonja en 1996, où elle joue le rôle d'un maître nageur dans une piscine avec Stellan Skarsgård. Elle a le rôle principal dans le thriller Sjön en 1999. Après cela, elle a plusieurs rôles principaux dans Hassel - Förgöraren et un rôle dans Une fois dans une vie (Livet är en schlager), un film d'humour sur le concours Eurovision de la chanson. En 2004, elle apparait dans le film controversé Kärlekens språk et joue également dans le film Göta kanal 2 - Kanalkampen. 
En 2004, elle est l'une des hôtes de Sommar, parlant de sa vie et de sa carrière jusque-là. En 2007, elle interprète la chanson Rainbow star dans l' édition 2007 du Melodifestivalen, mais est éliminée au premier tour lors de l'une des demi-finales. Elle interprète le rôle de Gloria l'hippopotame dans la version doublée suédoise du film d'animation de DreamWorks Madagascar. 

### Musique
Regina Lund fait ses débuts musicaux avec l'album de 1997 de Johan Norberg, 5 Hours 4 Months and a Day. Norberg apparait plus tard sur le premier album solo de Lund, Unique, ainsi que sur son deuxième album, Year Zero, sorti respectivement en 1997 et 2000. 

### Théâtre et travail musical
Elle fait ses débuts sur scène en 1991 à Malmö comme épouse de Curley dans Des souris et des hommes John Steinbeck. Elle a également tenu le rôle d'Ophélie dans Hamlet de Jan Bergman au Riksteatern de Stockholm en 1992. La même année, elle joue le rôle de Beth dans Den innersta lögnen (Anglais: The Innermost Lie) de Sam Shepard,. L'année suivante , elle a joué un rôle dans la comédie musicale I hetaste laget (en anglais : Too Hot to Handle) à Cirkus, Stockholm,. 
En 1996, elle joue le personnage de Lola dans la pièce Blå Ängeln et joue également un rôle dans Censorn à Göteborg . 

### Vie privée
Lund a un fils, né en 1999. Elle a été mariée à l'acteur Jonas Malmsjö entre 2000 et 2002. Entre 2006 et 2008, elle a vécu à Copenhague. En 2013, Lund a révélé au journal Aftonbladet qu'elle avait été diagnostiquée et qu'elle avait été opérée d'un cancer des seins et des ganglions lymphatiques,. Au début de 2014, elle a déclaré qu'elle était guérie,. 

## Filmographie
- 1971 - Badjävlar (téléfilm)
- 1979 - Den nya människan (téléfilm)
- 1986 - Studierektorns sista strid (Série télé)
- 1989 - Kronvittnet (Série télé)
- 1991 - Midsommar (téléfilm)
- 1992 - Kvällspressen (Série télé)
- 1994 - SWIP (Série télé)
- 1994-95 / 2001 - Rederiet (série télévisée)
- 1993 - Det uppdämda hatets bottenlösa bassänger (film de télévision)
- 1993 - Pariserhjulet (série télévisée)
- 1994 - Fallet Paragon (série télévisée)
- 1995 - Rena Rama Rolf (série télévisée)
- 1996 - Anna Holt (série télévisée)
- 1996 - Euroboy
- 1997 - Sjukan (série télévisée)
- 1998 - Teater
- 1998 - Ivar Kreuger (série télévisée)
- 1998 - Aspiranterna (série télévisée)
- 1999 - Nya lögner (téléfilm)
- 1999 - Le plus long voyage
- 1999 - Sjön
- 2000 - Livet är en schlager
- 2003 - Solisterna
- 2004 - Hollywood
- 2005 - Wallander - Luftslottet
- 2005 - Göta Kanal 2 - kanalkampen
- 2006 - Isabella (série télévisée)
- 2008 - Jenny ger igen
- 2010 - Mammas pojke

## Discographie

### Albums
- 1997 - Unique
- 2000 - Year Zero
- 2004 - Everybody's Darling
- 2006 - Förlåt! Nej, jag menar aj.
- 2011 - Libing in Airports

### Singles
- 1997 – Unique / One Day Jesus
- 1998 – Silent Green
- 2000 – Miss Colourful
- 2003 – Önska
- 2004 – Too Small
- 2007 – Rainbow Star
- 2009 – On the Waterfront
- 2010 – All Over My Body
- 2011 – In the Atmosphere
- 2011 – Living in Airports
- 2011 – Starlight